# Travis Shelton
Travis Shelton (Fort Lauderdale, 23 aprile 1985) è un giocatore di football americano statunitense attualmente in rosa nei Rhinos Milano.

## Carriera universitaria
Shelton terminò la sua carriera a Temple, con il record di 2.507 yarde ritornate su kickoff, battendo il precedente record di quasi 1.000 yarde, sorpassando Mike Palys, che deteneva il record con 1.590 yarde. Shelton venne incluso nel 1st Team All American e fu nominato National Leader con 31.30 yarde di media su ritorno, aiutando Tenple a terminare la stagion al primo posto della graduatoria.

## Carriera professionale

### Denver Broncos
Shelton firmò per i Denver Broncos come free agent, dopo non essere stato scelto al Draft NFL 2009. Fu pubblicato l'11 giugno, ma venne rifirmato il 30 luglio. Fu nuovamente distribuito il 24 agosto, nel taglio finale, e al suo posto venne scelta la safety Antwain Spann.

### Winnipeg Blue Bombers
Il 20 aprile 2010, Shelton firmò come free agent con i Winnipeg Blue Bombers, team della Canadian Football League. Non venne mai utilizzato durante la stagione.

### Hartford Colonials
Il 3 agosto 2010, Shelton firmò quindi con gli Hartford Colonials, team appartenente alla United Football League.

### Rhinos Milano
L'11 ottobre 2011, Shelton firma per una stagione con i Rhinos Milano, squadra partecipante al campionato italiano.

## Vita personale
Shelton è primo cugino del wide receiver Devin Hester, giocatore dei Chicago Bears, del linebacker Andra Davis, dei Buffalo Bills e del defensive back dei New England Patriots Jervis Herrings.

## Vittorie e premi
Second-team All-MAC (2008)